# 디아데니스 루나
디아데니스 루나 카스테야노(스페인어: Diadenis Luna Castellano, 1975년 9월 11일~)는 쿠바의 유도 선수이다. 올림픽에 2회 참가하여 1996년 하계 올림픽 여자 하프헤비급 동메달을 획득했다. 또한 세계 선수권 대회에서 금메달 1개, 은메달 1개, 동메달 1개를 획득했다.